# 乘風破浪 (電視劇)
《乘風破浪》（英語：Move On）是香港電視廣播有限公司拍攝製作的時裝青春勵志劇集，全劇共26集，由梁淑怡擔任監製。

## 演員表
- 程可為 飾 林子寧
- 莊文清 飾 鄭敏怡
- 高妙思 飾 張珮珊
- 趙雅芝 飾 施淑楓
- 楊詩蒂 飾 高燕茵
- 黃曼梨 飾 黃老師
- 黃允財 飾 羅家齊
- 吳浣儀 飾 袁瑛瑛
- 黃祖儀 飾 林若蘭
- 招振強 飾 丁老師
- 陳　琪 飾 馬慧賢
- 黃寶玲 飾 夏小琴
- 呂慕勤 飾 程綺媚
- 徐少薇 飾 王婉雯
- 韓燕妮 飾 江彩霞
- 謝麗霞 飾 林美鳳
- 盧海鵬 飾 德　哥
- 鄭少萍 飾 陳主任
- 黎少芳 飾 校　長
- 羅國維 飾 子寧叔
- 飾 子寧嬸
- 江　毅 飾 燕茵父
- 徐　意 飾 蓮　姐
- 鄭少媚 飾 音樂老師
- 莊表康 飾 音樂評判
- 黃　新 飾 淑楓父
- 李青薇 飾 淑楓母
- 楊志恒 飾 施克明
- 李志中 飾 鄭學文
- 徐新義 飾 瑛瑛父
- 鄭寶琳 飾 瑛瑛母
- 黃美華 飾 吳碧茜
- 潘艷清 飾 玲　姐
- 徐桂香 飾 秀　芳
- 唐東萊 飾 職　員
- 江　濤 飾 胡司理
- 梁秋媚 飾 歌唱甲
- 易倩兒 飾 歌唱乙
- 洪懷恩 飾 歌唱丙
- 馬昭慈 飾 金　姐
- 黃宗保 飾 馮校長
- 容守怡 飾 主　任
- 賴水清 飾 前衛社社長
- 甘　露 飾 權　母
- 吳孟達 飾 大哥權
- 馬笑英 飾 家齊母
- 余慕蓮 飾 羅素娟
- 談泉慶 飾 阿　榮/泉　哥
- 李國麟 飾 阿　忠
- 馬昭慈 飾 金　姐
- 俞　明 飾 主　任
- 陳敏儀 飾 職　員
- 潘嘉德 飾 職　員
- 樂淑君 飾 白嘉麗/歌　星
- 秦　燕 飾 葉老師
- 劉一帆 飾 經　理
- 陳劍雲 飾 師　傅
- 盧國權 飾 楊偉熙
- 黃建勳 飾 國　彬
- 謝麗顏 飾 燕　芬
- 鄭子敦 飾 陳　伯
- 陳劍雲 飾 朱伯伯
- 蘇振宇 飾 補習學生
- 李道洪 飾 司　儀
- 呂有慧 飾 司　儀
- 甘婉霞 飾 歌　星
- 劉仕裕 飾 阿　球
- 王　偉 飾 史大亨
- 周潤發 飾 彼　得
- 羅浩楷 飾 占　士
- 焦　雄 飾 醫　生
- 伍潤泉 飾 男護士
- 黎永強 飾 男護士
- 謝月美 飾 校　長